# USA:s väpnade styrkor
USA:s väpnade styrkor (engelska: armed forces) är en formell samlingsbenämning på de sex uniformerade försvarsgrenarnas personalkårer (armén, marinkåren, flottan, flygvapnet, rymdstyrkan och kustbevakningen); det vidare begreppet uniform services inkluderar även officerskårerna inom National Oceanic and Atmospheric Administration och U.S. Public Health Service.
Även då det inte finns någon formell organisation så används det ofta även som en metonym om den amerikanska militären i stort. USA:s armé, marinkår, flotta, flygvapen och rymdstyrka ingår i USA:s försvarsdepartement. USA:s kustbevakning ingår i USA:s inrikessäkerhetsdepartement.
USA är den mäktigaste militärmakten i världen på grund av sin storlek och förmåga att projicera militär makt över hela världen. Omkring 1,3 miljoner kvinnor och män är i aktiv tjänst och 800 000 är i den aktiva reserven. Det finns för närvarande ingen värnplikt. Den totala budgeten för den amerikanska militären 2025 är 895 miljarder dollar. Enligt Stockholm International Peace Research Institute står USA:s militärutgifter för 37 procent av världens totala militärutgifter.

## Organisation
USA:s väpnade styrkor består av sex försvarsgrenar: armén, flottan, marinkåren, flygvapnet, rymdstyrkan och kustbevakningen. Försvarsgrenarna är skilda organisationer, och möts inte organisatoriskt förrän på den politiska och strategiska nivån. Armén är den största försvarsgrenen räknat i antal anställda. Flottan och marinkåren ingår i samma militärdepartement under marinministern, liksom flygvapnet och rymdstyrkan gör under flygvapenministern.
USA:s väpnade styrkor är en traditionell militär hierarkisk organisation med ett system av militära grader som markerar auktoritetsförhållanden mellan individer. Den militära personalen delas in i fyra kategorier: officerare (commissioned officers), warrant officers, underofficerare (non-commissioned officers) och meniga. Utöver detta är ett stort antal civilanställda.

### Ledning
På grund av den amerikanska konstitutionen som ger presidenten omfattande direkt exekutiv makt är presidenten högste befälhavare över USA:s väpnade styrkor. Under presidenten lyder försvarsministern, som är chef för USA:s försvarsdepartement i högkvarteret Pentagon. Som utövare av högsta försvarsledningen benämns presidenten och försvarsministern National Command Authority (NCA).
I fredstid och i frågor som rör internadministration, förvaltning, utveckling och förbandsproduktion finns under försvarsministern ministrar för respektive försvarsgren, arméministern (Secretary of the Army), marinministern (Secretary of the Navy), flygvapenministern (Secretary of the Air Force). Under ministrarna lyder sedan de yrkesmilitära försvarsgrenscheferna, arméchefen (Chief of Staff of the Army), marinchefen (Chief of Naval Operations), flygvapenchefen (Chief of Staff of the Air Force), samt chefen för marinkåren (Commandant of the Marine Corps). 
Separat från dessa är USA:s kustbevakning som ingår i inrikessäkerhetsdepartement. Kustbevakningen är militärt organiserad men har även roller inom brottsbekämpning, sjöfartsinspektion och sjöräddning. Kustbevakningen leds av kustbevakningens befälhavare, (Commandant of the Coast Guard).
I frågor som rör utnyttjande av stridskrafterna lyder ett antal försvarsgrensövergripande militärbefälhavare (engelska: unified combatant commanders) direkt under försvarsministern. Fem av dessa har ansvar för olika regioner i världen, United States Africa Command, United States Central Command, United States European Command, United States Indo-Pacific Command, United States Northern Command, United States Southern Command samt United States Space Command. Därutöver har en ansvar för cyberkrigföring United States Cyber Command, kärnvapenarsenalen United States Strategic Command, specialförbanden United States Special Operations Command och för transporter, United States Transportation Command. 
Operationer som USA genomför leds i allmänhet av någon av de regionala befälhavarna. Gulfkriget 1991 och invasionen av Irak 2003 har till exempel letts av befälhavaren för U.S. Central Command.
Vid sidan om dessa kommandostrukturer finns Joint Chiefs of Staff som består av försvarsgrenscheferna och chefen för Nationalgardesbyrån, en vice ordförande samt en ordförande, Chairman of the Joint Chiefs of Staff, som är USA:s högst rankade militär. Joint Chiefs of Staff är militärstrategiska rådgivare till presidenten och försvarsministern och skall dessutom koordinera mellan försvarsgrenarna i frågor som rör utveckling och utbildning.

## Kapacitet
USA:s militär är fullständigt unik i sin förmåga att sätta in militära maktmedel över hela jordklotet. 
De förfogar över ett flygvapen som både kan skicka bombflyg och interkontinentala ballistiska robotar från hemlandet mot alla platser på jorden. Därutöver finns en oöverträffad förmåga till lufttankning och elektronisk krigföring. USA har flygbaser runt om i världen att skicka beväpnade drönare. De förfogar över ett nätverk av satelliter avsedda för spaning, övervakning och kommunikation i omloppsbanor. I armén finns betydande markstridsstyrkor som kan luftlandsättas. Den strategiska transportkapaciteten är överlägsen alla andra nationers, vilket gör att tunga mekaniserade arméstridskrafter kan användas långt utanför hemlandet. Vidare har flottan, tillsammans med marinkåren, möjlighet att operera med stridsflyg från hangarfartyg och amfibiefartyg, i större numerär än någon annan, samtidigt som marinkårens markstridskrafter kan genomföra landstigningsoperationer från havet. Slutligen förfogar USA över världens näst största kärnvapenarsenal, inklusive strategiska robotubåtar med andraslagsförmåga.

## Sammansättning
- USA:s armé
- USA:s marinkår
- USA:s flotta
- USA:s flygvapen
- USA:s rymdstyrka
- USA:s kustbevakning